# Équipe de Serbie de Fed Cup
L'équipe de Serbie de Fed Cup est l’équipe qui représente la Serbie lors de la compétition de tennis féminin par équipe nationale appelée Fed Cup (ou « Coupe de la Fédération » entre 1963 et 1994).
Elle est constituée d'une sélection des meilleures joueuses de tennis serbes du moment sous l’égide de la Fédération serbe de tennis.

## Résultats par année

### 2007 - 2009
- 2007 (3 tours, 8 équipes + groupe mondial II, play-offs I et II) : pour sa première participation, la Serbie s'incline en play-offs II contre la Slovaquie.
- 2008 (3 tours, 8 équipes + groupe mondial II, play-offs I et II) : la Serbie l’emporte en play-offs II contre la Croatie.
- 2009 (3 tours, 8 équipes + groupe mondial II, play-offs I et II) : après une victoire en groupe mondial II contre le Japon, la Serbie l’emporte en play-offs I contre l’Espagne.

### 2010 - 2015
- 2010 (3 tours, 8 équipes + groupe mondial II, play-offs I et II) : après une défaite en 1/4 de finale du groupe mondial contre la Russie, la Serbie s'incline en play-offs I contre la Slovaquie.
- 2011 (3 tours, 8 équipes + groupe mondial II, play-offs I et II) : après une victoire en groupe mondial II contre le Canada, la Serbie l’emporte en play-offs I contre la Slovaquie.
- 2012 (3 tours, 8 équipes + groupe mondial II, play-offs I et II) : après une victoire au 1er tour du groupe mondial contre la Belgique et la Russie en 1/2 finale, la Serbie s'incline en finale contre la République tchèque.

| République tchèque - Serbie - 3 : 1 O2 Arena, Prague, République tchèque 03 - 04 novembre, Dur (int.) |                                  |                                     |          |
| 1 | Lucie Šafářová                   | Ana Ivanović                        | 6-4, 6-3 |
| 1 | Petra Kvitová                    | Jelena Janković                     | 6-4, 6-1 |
| 1 | Petra Kvitová                    | Ana Ivanović                        | 3-6, 5-7 |
| 1 | Lucie Šafářová                   | Jelena Janković                     | 6-1, 6-1 |
| 1 | Andrea Hlaváčková Lucie Hradecká | Bojana Jovanovski Aleksandra Krunić | Non joué |

- 2013 (3 tours, 8 équipes + groupe mondial II, play-offs I et II) : après une défaite au 1er tour du groupe mondial contre la Slovaquie, la Serbie s'incline en play-offs I contre l’Allemagne.
- 2014 (3 tours, 8 équipes + groupe mondial II, play-offs I et II) : après une défaite en groupe mondial II contre le Canada, la Serbie s'incline en play-offs II contre la Roumanie.
- 2015 (3 tours, 8 équipes + groupe mondial II, play-offs I et II) : la Serbie l’emporte en play-offs II contre le Paraguay.

## Bilan de l'équipe
Résultats des confrontations entre la Serbie et ses adversaires les plus fréquents (3 rencontres minimum dans les groupes mondiaux).
| # | Adversaires | Rencontres | Victoires | Défaites | % victoires |
| - | ----------- | ---------- | --------- | -------- | ----------- |
| 1 | Slovaquie   | 4          | 1         | 3        | 25 %        |

## Bilan des joueuses les plus sélectionnées
Ce bilan est calculé sur la base des rencontres officielles des groupes mondiaux et barrages I et II. Les rencontres des tableaux dits de « consolation » et celles par « zones géographiques » ne sont pas prises en compte. Les joueuses comptant moins de 5 sélections ne sont pas reprises dans le tableau.
| # | Joueuses          | De   | à    | Sélections | Matchs | Victoires | Défaites | % victoires |
| - | ----------------- | ---- | ---- | ---------- | ------ | --------- | -------- | ----------- |
| 1 | Aleksandra Krunić | 2009 | 2015 | 9          | 13     | 9         | 4        | 69 %        |
| 2 | Ana Ivanović      | 2008 | 2015 | 10         | 18     | 11        | 7        | 61 %        |
| 3 | Ana Jovanovic     | 2007 | 2011 | 5          | 8      | 3         | 5        | 38 %        |
| 4 | Bojana Jovanovski | 2010 | 2014 | 9          | 18     | 7         | 11       | 39 %        |
| 5 | Jelena Janković   | 2007 | 2012 | 10         | 20     | 14        | 6        | 70 %        |